# 14040 Andrejka
14040 Andrejka este un asteroid din centura principală de asteroizi.

## Descriere
14040 Andrejka este un asteroid din centura principală de asteroizi. A fost descoperit pe 23 august 1995 la Modra de Adrián Galád și Alexander Pravda. Asteroidul prezintă o orbită caracterizată de o semiaxă mare de 2,18 ua, o excentricitate de 0,11 și o înclinație de 3,8° în raport cu ecliptica.